# 桂良
桂良（穆麟德轉寫：guiliyang，1785年—1862年），姓瓜爾佳氏，字燕山，滿洲正紅旗人，清朝重臣。兵部尚書、吏部尚書、直隸總督、東閣大學士、文华殿大学士、軍機大臣。咸丰十年（1860），英法联军进攻北京，咸丰帝逃往热河时，受命与“督办和局”钦差大臣奕訢办理议和事宜，10月，签订中俄、中英、中法《北京条约》。同治元年7月病死，谥号文端，入祀贤良祠。

## 生平

### 嘉庆年间
桂良是闽浙总督玉德之子。嘉慶十三年（1808年），由貢生捐禮部主事，晋员外郎，外放四川顺庆知府，调成都。历任建昌道，河南按察使，四川、广东、江西布政使。

### 道光年间
道光十四年（1834年），升任河南巡抚。嘉庆年间，林清、李文成等发动癸酉之变失败后，汲县潞州屯坟塔仍然祭祀天理教的神明“无生老母”，习教者仍然很多。御史黄爵滋上言后，道光帝命桂良调查整治，摧毁这些坟庙，桂良寻访发现河南境内无生庙三十九所，一并摧毁；对失察的地方官，各有谴责罢黜。道光十九年（1839年），升任湖广总督，调闽浙，又调云贵。
道光二十年（1840年），兼署云南巡抚。云南省多盗盗贼，桂良奏定缉捕章程；又请求迤南、迤西、迤东各标营官兵责成巡道就近稽察。当时贵州诸苗蠢动，镇远、黎平、都匀、古州等地苗民尤其凶悍，州县地方政府不能控制，桂良上奏请求挑选精兵专事围剿逮捕不受控制的苗民。道光二十五年（1845年），桂良入觐，被留在中央，署理兵部尚书，兼正白旗汉军都统。旋即外放为热河都统。道光二十八年（1848年），应召来京，授任镶红旗汉军都统，以其侧室所生庶女嫁与道光帝六子奕訢（恭亲王）为福晋。

### 咸丰年间

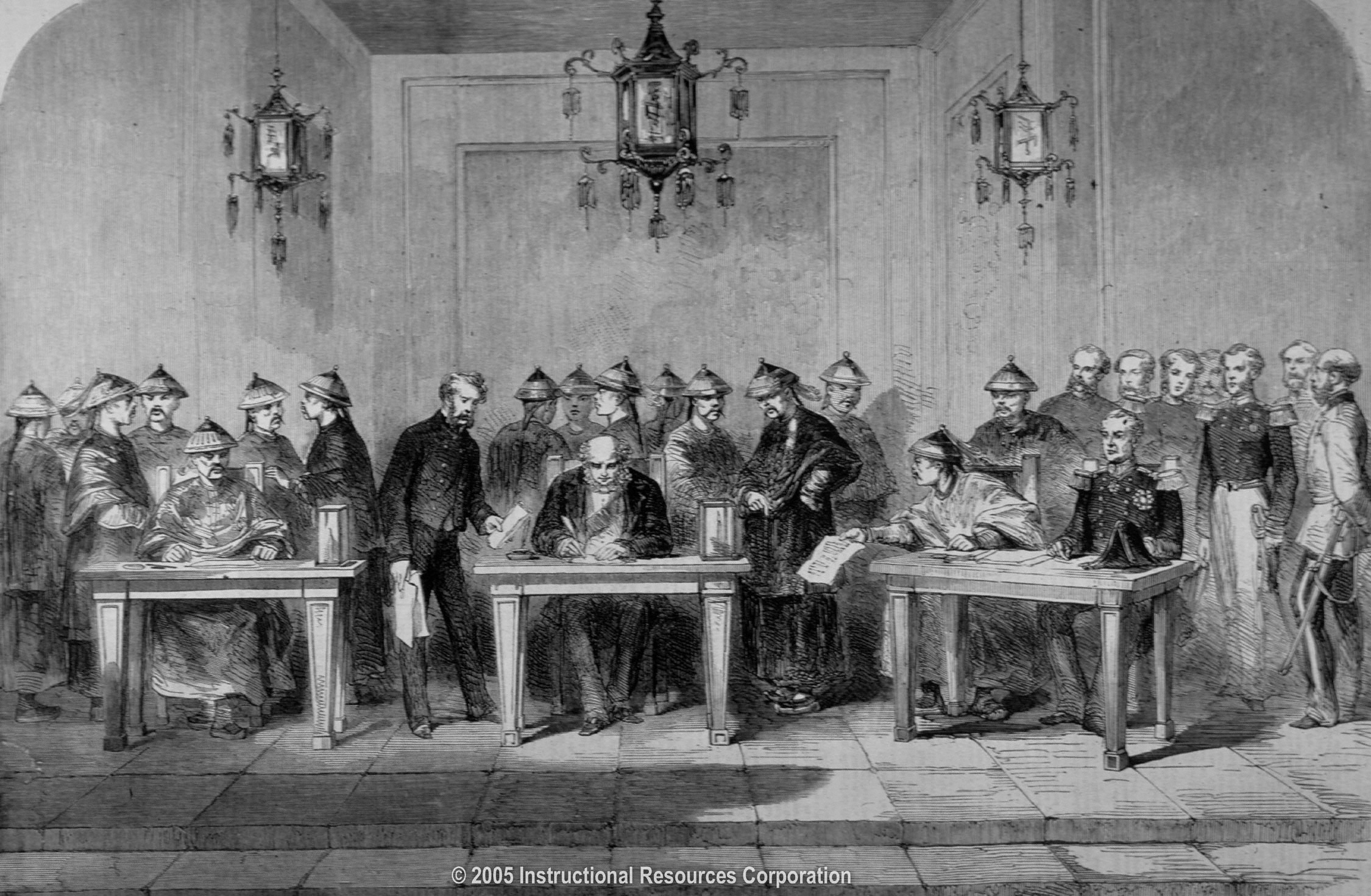
画作《簽訂天津條約》，簽訂者左起分別為花沙納、額爾金、桂良、英海軍上將西摩爾

咸丰元年（1851年），桂良署理吏部尚书，外放为福州将军。咸丰二年（1852年），召授兵部尚书。咸丰三年（1853年），太平天国攻陷江宁，京师戒严。桂良上疏请求京师各城门稽查增派八旗章京兵丁，增补城上兵房人员，咸丰帝批准。不久，太平军北伐，直隶总督讷尔经额率军离开省城组织防御，清廷命桂良驻军保定为后路声援，兼防西路要隘。望都、唐县土匪起事，桂良逮捕并诛杀了他们。是年秋，太平军由山西进攻直隶南部，讷尔经额大军在临洺关溃败，隆平、柏乡相继失守。讷尔经额被解职逮捕，咸丰帝授桂良为直隶总督，下诏责令他同都统胜保速筹防剿。直隶布政使张集馨出兵延后耽搁，桂良弹劾罢免了他。太平军入侵正定、定州、深州、河间、天津，声势浩大，于是桂良率提督张殿元守卫保定，科尔沁郡王僧格林沁统帅大军驻扎通州保卫京师，胜保督师进剿。咸丰四年（1854年），清军在独流镇取得胜利，太平军撤往阜城，又撤往连镇，僧格林沁、胜保会攻太平军，太平军分兵进入山东，胜保率军追击。桂良派遣张殿元赴武邑防堵，并弹劾散秩大臣穆輅、健銳營翼長雙僖縱兵傷官擾民。
是年秋，英国、美国军舰到达大沽，咸丰帝命桂良相机办理。清廷很快将前任盐政崇纶归其调遣，令桂良赴天津与英美代表讨论。英香港总督宝宁提出十六条要求，包括在北京派驻公使、践行广州入城之约，中外官员以平等礼仪接见，修改先前条约规定的通商税；美国驻华公使麦莲则仅提及通商一事。崇纶等人严拒公使驻京，其余事项则令其前往广州听候两广总督查办。双方多次讨论不得要领，宝宁等人旋即离去。咸丰五年（1855年），僧格林沁接连击败太平军，林凤祥、李开芳先后被擒杀。咸丰七年（1857年），桂良拜东阁大学士，管理刑部，兼正蓝旗蒙古都统。
咸丰八年（1858年），英法聯軍攻陷大沽砲台、直逼天津，奉派與花沙納為欽差大臣趕往天津談判，與俄、美、英、法四國分別簽訂《天津條約》。第二次鸦片战争中，桂良属于主和派。同年晋文华殿大学士，授内大臣。偕兩江總督何桂清在上海與英、法、美等國議定通商稅則，簽署《通商章程善後條約》。咸丰十年（1860年），英法聯軍重佔天津，桂良會同直隸總督恆福在天津與英、法議和，疏請全部接受英、法所提各項要求。英法提出增兵费，入京换约，咸丰帝严诏拒绝。同年九月，咸丰帝逃往熱河避暑山庄（在今河北省承德市），受命與恭親王奕訢留守北京，負責和議。十月，簽訂中俄、中英、中法《北京條約》。咸丰十一年（1861年），清設總理衙門，桂良出任大臣，協助奕訢主持外交、通商事務。同年，慈禧與奕訢發動政變，廢除八大臣，桂良入值軍機大臣。

### 同治年间
同治元年（1862年）七月，桂良病卒，追赠太傅，入祀贤良祠，諡號文端。

## 家庭
- 父闽浙总督玉德。
- 胞兄斌良，刑部侍郎、驻藏大臣，著有《抱沖齋詩集》36卷，《眠琴僊館詞》1卷。女一瓜爾佳氏，嫁镶黄旗满洲、道光辛丑科進士馬佳氏寶珣（父礼部尚书勤直公昇寅；胞兄寶琳，其子度支部尚書紹英、咸豐丙辰科進士紹祺）；女二瓜爾佳氏，嫁正蓝旗蒙古文琇（父熙綸，祖父武英殿大學士松筠）；女三瓜爾佳氏，嫁宗室奕保（父莊質親王綿譁）。斌良友萨迎阿、贵庆，见斌良著《抱冲斋诗集》中《赠萨湘林侍郎》一诗：“盛世成三友，谓余暨云溪尚书”。萨湘林即萨迎阿、云溪乃贵庆尚书字号。

- 胞弟徵良；妻薩爾圖克氏，其父正白旗蒙古、陝甘總督勤襄公惠齡，母楊氏（父內務府正黃旗漢軍、兵部侍郎虔禮寶，光绪十五年己丑（1889）進士楊鍾羲之高祖）。
- 胞姊瓜爾佳氏，嫁鑲黃旗滿洲鈕祜祿氏英麟，其父户部尚書傅森 (军机大臣)。
- 妻愛新覺羅氏，肃亲王永锡之女，生于乾隆五十年，卒于嘉庆二十一年，年三十二岁。
- 子延禧；妻愛新覺羅氏，其父鄭慎親王烏爾恭阿（嫡福晉富察氏，其父镶黄旗满洲、追封嘉勇郡王、文襄公福康安），祖父鄭恭親王積哈納。
- 子延祚；妻薩克達氏百保（字友蘭，号長白女史），著有《冷紅軒詩集》二卷（胞兄鑲黃旗滿洲、道光甲辰科進士崇保；胞姊薩克達氏，嫁内务府正黄旗汉军乾隆壬辰（1772）进士张氏百齡之孙玉年）。其子署浙江布政史、騎都尉、壯介公麟趾 (瓜爾佳氏)；咸丰十一年（1861年）十二月，太平軍攻破杭州，麟趾殉难，百保怀子布政史印，投池死。
- 子延祺；妻王氏，其父汉军旗王羹，先祖有三等誠武伯王毓秀、三等伯王之鼎、二等子王世選。
- 女瓜爾佳氏（母愛新覺羅氏），嫁正白旗滿洲、道光甲午科舉人章佳氏慶霖（父馬蘭鎮總兵容照，祖父乾隆五十四年联捷進士那彥成）。
- 女瓜爾佳氏（庶母杨氏），嫁恭亲王奕訢，其女荣寿固伦公主。
- 女瓜爾佳氏（庶母杨氏），嫁广州将军、镶红旗满洲他他拉氏长善（其父闽浙、陕甘总督裕泰）。
- 女瓜爾佳氏（庶母傅氏），惠端親王綿愉繼福晉；綿愉的側福晉楊佳氏，属内务府正黄旗汉军、光绪十五年己丑（1889）進士楊鍾羲家族。
- 女瓜爾佳氏（庶母傅氏），嫁正藍旗滿洲、禮部員外郎赫舍里氏松齡（父道光壬辰恩科進士舒兴阿 (赫舍里氏)，祖父杭州將軍成明；胞姊赫舍里氏嫁咸豐丙辰科進士正藍旗宗室延煦）。
- 女瓜爾佳氏（庶母童氏），嫁正黃旗滿洲卜拉木氏訥津（父吉林將軍經額布；胞姊卜拉木氏嫁鑲黃旗滿洲、道光甲辰科進士薩克達氏崇保）。
- 女瓜爾佳氏（庶母童氏），嫁正白旗滿洲、咸豐壬子科進士費莫氏衍秀。